# Statuia lui Mihai Eminescu din Iași
Statuia lui Mihai Eminescu din Iași este un monument din bronz închinat „Luceafărului poeziei românești”, Mihai Eminescu (1850-1889), care a fost realizat de sculptorul Ion Schmidt Faur și inaugurat în anul 1929 în municipiul Iași. Statuia a fost amplasată inițial în fața Universității „Al. I. Cuza”, fiind mutată în 1957 lângă Biblioteca Centrală Universitară „Mihai Eminescu” din Iași.
Statuia lui Mihai Eminescu a fost inclusă pe Lista monumentelor istorice din județul Iași elaborată în anul 2004 de către Institutul Național al Monumentelor Istorice, fiindu-i atribuit codul  IS-III-m-B-04282.

## Istoric
Statuia lui Mihai Eminescu a fost realizată prin subscripție publică, chete și felurite acțiuni, din inițiativa Ateneului Popular Toma Cozma din Păcurari-Iași (col. C. Manolache și Emilian Vasilovschi) și prin truda mai multor iubitori ai poetului care au reușit să adune 1.500.000 lei.
După strângerea banilor, s-a organizat concursul pentru cea mai reușită sculptură a poetului Mihai Eminescu. Primul concurs s-a ținut la 2 mai 1927 și la el au participat sculptorii Ion Mateescu, Costin Petrescu, Vittorio Rossini și Ion Schmidt Faur. Juriul a fost format din Constantin Toma, Gheorghe Popovici, Mihail Sadoveanu, V. Costin, Cassetti, C. Popp și T.A. Bădărău.
Al doilea concurs s-a ținut la 2 octombrie 1927 și la el s-au mai înscris Sorin Iordăchescu, Mihai Onofrei și Ion C. Dimitriu-Bârlad. Juriul a fost format din Osvald Racoviță, Petru Bogdan, Mihail Sadoveanu, V. Costin, Gh. Popovici și C. Popp.
Abia la cel de-al treilea concurs, organizat la 26 mai 1928, s-a reușit găsirea unei figuri simbolice potrivite. La acest concurs au participat trei sculptori: Richard P. Hette, Ion Mateescu (ambii cu câte o machetă) și Ion Schmidt Faur (cu două machete). Juriul a fost format din Mihail Sadoveanu, Orest Tafrali, I. Soarec, V. Costin, C. Manolache, Emilian Vasilovschi și C. Andreescu. S-a ales una din machetele prezentate de Ion Schmidt Faur și s-a hotărât ca piedestalul să fie de 5,20 metri.
Inițial, statuia a fost amplasată în fața Facultății de Litere a Universității „Al. I. Cuza” din Iași, mai jos de statuia lui Mihail Kogălniceanu și scările centrale, în locul unde este astăzi statuia lui A.D. Xenopol.
Statuia a stat multă vreme acoperită de pânze, întârziindu-se dezvelirea. Acest eveniment a avut loc în cele din urmă în anul 1929.
După cel de-al Doilea Război Mondial, în anul 1957, statuia lui Eminescu a fost mutată în vecinătatea Fundației (la Biblioteca Centrală Universitară „Mihai Eminescu”). În acest loc se aflase Monumentul Unirii din Iași, realizat de către Olga Sturdza, inaugurat în anul 1929 și demolat în anul 1947 din dispoziția Comisiei de armistițiu.

## Monumentul propriu-zis

Biblioteca Universitară şi statuia lui Mihai Eminescu.

În centrul grupului statuar este poetul Mihai Eminescu, iar în dreapta și stânga sa întruparea alegorică a filozofiei și a iubirii (filozoful și femeia).
Eminescu are o înfățișare „luceferiană”, impozantă prin hlamida antică cu care este îmbrăcat. Statuia are 3,35 metri înălțime, ea dominând zarea Copoului de la înălțimea soclului de 5,20 metri. La propunerea lui Orest Tafrali, soclul a fost puțin modificat. S-au introdus două scaune, precum la statuia lui François Cappee din Paris.
La picioarele poetului, se află, ca și în viață, Filozofia sau Înțelepciunea - sub chipul unui bărbat care își sprijină capul în mână (în partea dreaptă a statuii) - și Poezia sau Iubirea - imagine feminină pentru care a servit ca model soția sculptorului, o pictoriță gorjeancă (născută Nicolescu). Multor trecători nu le sunt cunoscute adevăratele semnificații ale monumentului, mulți crezând că Poezia este reprezentată de Veronica Micle, iar Filozofia de Sărmanul Dionis.
În partea din față a statuii, pe soclu se află inscripția MIHAI EMINESCU 1850 - 1889, iar la partea de jos a soclului este un basorelief care reprezintă pe Cătălin și Cătălina din poezia „Luceafărul”, având gravat în bronz o strofă din această poezie:
„Cobori în jos, luceafăr blând,
Alunecând pe-o rază,
Pătrunde'n codru și în gând,
Norocu-mi luminează.”
În partea din spate a statuii, pe soclu se află inscripția
iar la partea de jos a soclului este un basorelief care-l reprezintă pe Ștefan cel Mare adunând oastea țării după lupta de la Războieni, având gravat în bronz semnătura sculptorului și o strofă din poezia „Doina” a lui Eminescu:
„De-i suna din corn odată
Ai s-aduni Moldova toată,
De-i suna de două ori
Îți vin codrii-n ajutor.”
Aceste versuri din poezia „Doina” au fost șterse cu dalta în anul 1946, pentru a nu stârni interpretări politice.

## Imagini

BCU și statuia privită din spate
Statuia privită din spate
Filozoful
Femeia
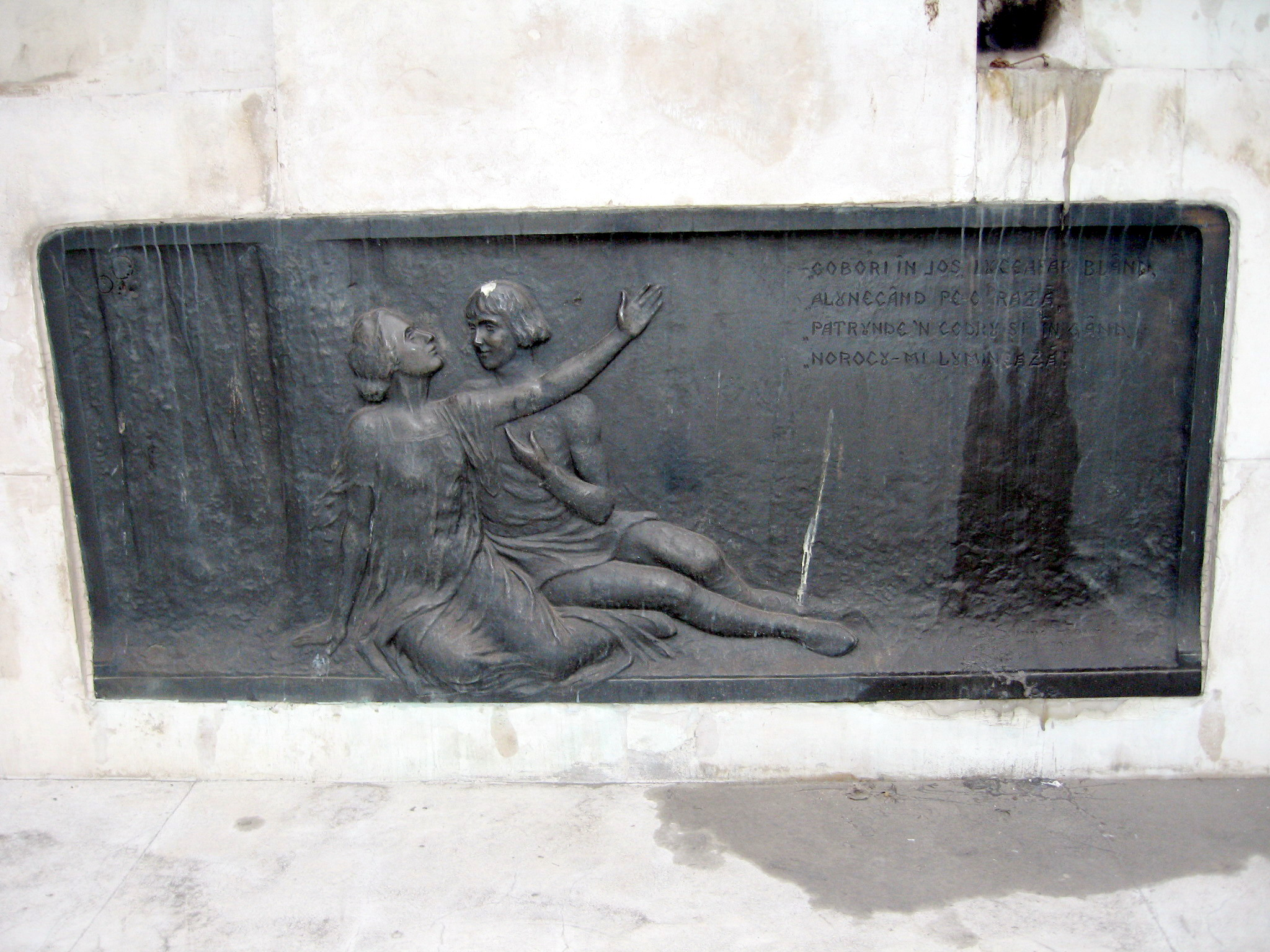
Basorelieful din față
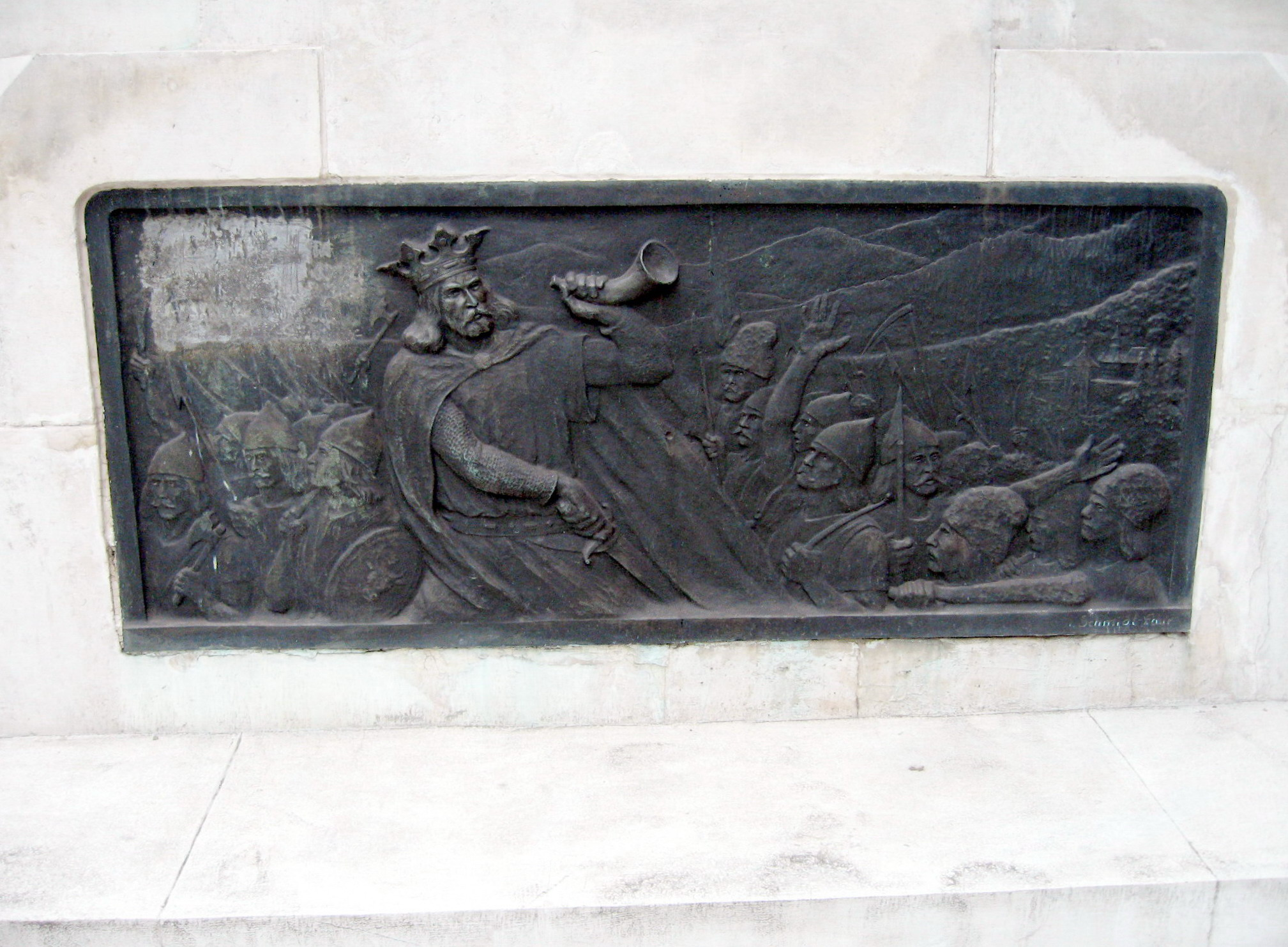
Basorelieful din spate. Se observă locul de unde au fost șterse versurile din poezia „Doina”.
Piața Mihai Eminescu situată în fața statuii
Alt unghi